# Yūsha Ō Gaogaigar
Yūsha Ō Gaogaigar (jap. 勇者王ガオガイガー Yūsha Ō Gaogaigā; tłum. Król Bohaterów Gaogaigar) – japoński serial anime wyprodukowany przez studio Sunrise przy współpracy z firmą Takara jako ósma i ostatnia część Serii Yūsha. Emitowany był na kanale Nagoya TV od 1 lutego 1997 do 31 stycznia 1998, liczył 49 odcinków. W 1999 wyprodukowano OVA o nazwie Yūshaō Gaogaigar Final będące bezpośrednią kontynuacją serialu, które było wydawane w latach 2000–2003.

## Fabuła
Akcja kreskówki toczy się w roku 2005, blisko dwa lata po zdarzeniu, w którym na Ziemię przybyła pierwsza kosmiczna inteligentna istota (nazwana EI-01). Byt ten przed całkowitym i bezśladowym zapadnięciem się pod ziemię wchłonął w siebie wiele maszyn. Rząd japoński powołał organizację GGG (Gutsy Geoid Guard), która w przyszłości miałaby walczyć z potencjalnym atakiem kosmitów. Ich głównym orężem jest robot zwany Gaogaigarem. Pasożyty pochodzące z EI-01 łącząc się z maszynami tworzą istoty zwane Zonderianami. Mają one na celu łączenie innych ludzi z maszynami poprzez pasożyta i niszczenie ludzkości.
Fabuła koncentruje się głównie na dwóch osobach - 20-letnim pilocie Gaogaigara Gaiu Shishiō oraz tajemniczym, 8-letnim chłopcu Mamoru Amamim. Dwójka ta miała związek z dwukrotnym pojawieniem się na Ziemi równie tajemniczej maszyny przypominającej lwa zwanej Galeonem, która pierwszy raz przybyła w 1997 z tajemniczym niemowlęciem z kosmosu, oraz w 2003, kiedy to uratowała Gaia z promu kosmicznego zaatakowanego przez EI-01. Śmiertelnie ranny i konający Gai musiał zostać poddany cyborgizacji, zaś Galeon został pojmany przez GGG. Gai by walczyć z Zonder zyskał możliwość połączenia się z Galeonem, a także trzema innymi maszynami, z którymi wspólnie tworzy Gaogaigara. Natomiast Mamoru z niewiadomych powodów posiada specjalną moc pozwalającą na przywrócenie zainfekowanego do postaci ludzkiej. Gai, Mamoru i pozostali członkowie GGG muszą wspólnie walczyć w obronie ludzkości.

## GGG
- Gai Shishiō (jap. 獅子王 凱 Shishiō Gai)
- Mamoru Amami (jap. 天海 護 Amami Mamoru)
- Reo Shishiō (jap. 獅子王 麗雄 Shishiō Reo)
- Kōtarō Taiga (jap. 大河 幸太郎 Taiga Kōtarō)
- Mikoto Utsugi (jap. 卯都木 命 Utsugi Mikoto)
- Geki Hyūma (jap. 火麻 激 Hyūma Geki)

## Obsada
- Gai Shishiō: Nobuyuki Hiyama
- Mamoru Amami: Maiko Itō
- Mikoto Utsugi: Tomoe Hanba
- Kōtarō Taiga: Kōji Ishii
- Reo Shishiō, Pasder: Ken’ichi Ogata
- Isamu Amami, Polonez: Kōzō Shioya
- Ai Amami, Primada: Sayuri
- Hana Hatsuno: Konami Yoshida
- Swan White: Miki Narahashi
- Geki Hyūma: Hisao Egawa
- Kazuo Ushiyama: Hiroaki Ishikawa
- Kōsuke Entōji, Penchinon: Tsutomu Kashiwakura
- Hyoryu, Enryu: Shin'ichi Yamada
- Pizza: Mitsuaki Madono